# سوفیا آراگون
سوفیا آراگون (به انگلیسی: Sofía Aragón) با نام کامل سوفیا مونتسرات آراگون تورس (زاده ۱۳ فوریه ۱۹۹۴) مدل، مجری تلویزیون و ملکه زیبایی مکزیکی است.
او به نمایندگی از مکزیک در مسابقات دوشیزه جهان در سال ۲۰۱۹ شرکت کرد.